# Van Haersmapark
Het Van Haersmapark is een park in Drachten in de Nederlandse provincie Friesland.
Het park is aangelegd bij de Haersma State. Het park is ingericht door Lucas Pieters Roodbaard of door Gerrit Vlaskamp. Het zuidelijke deel is recenter ingericht door Mien Ruys en heeft geen monumentale status.
In het park bevonden zich vier oorlogsmonumenten: het Joodsmonument, het Monument voor Roma en Sinti (2007), het NTM-monument (1947) en een algemeen monument uit 1955 naar ontwerp van Jo Vegter voor militairen en burgerslachtoffers. De oorlogsmonumenten zijn in april 2025 verplaatst naar het Kiryat Onoplein.

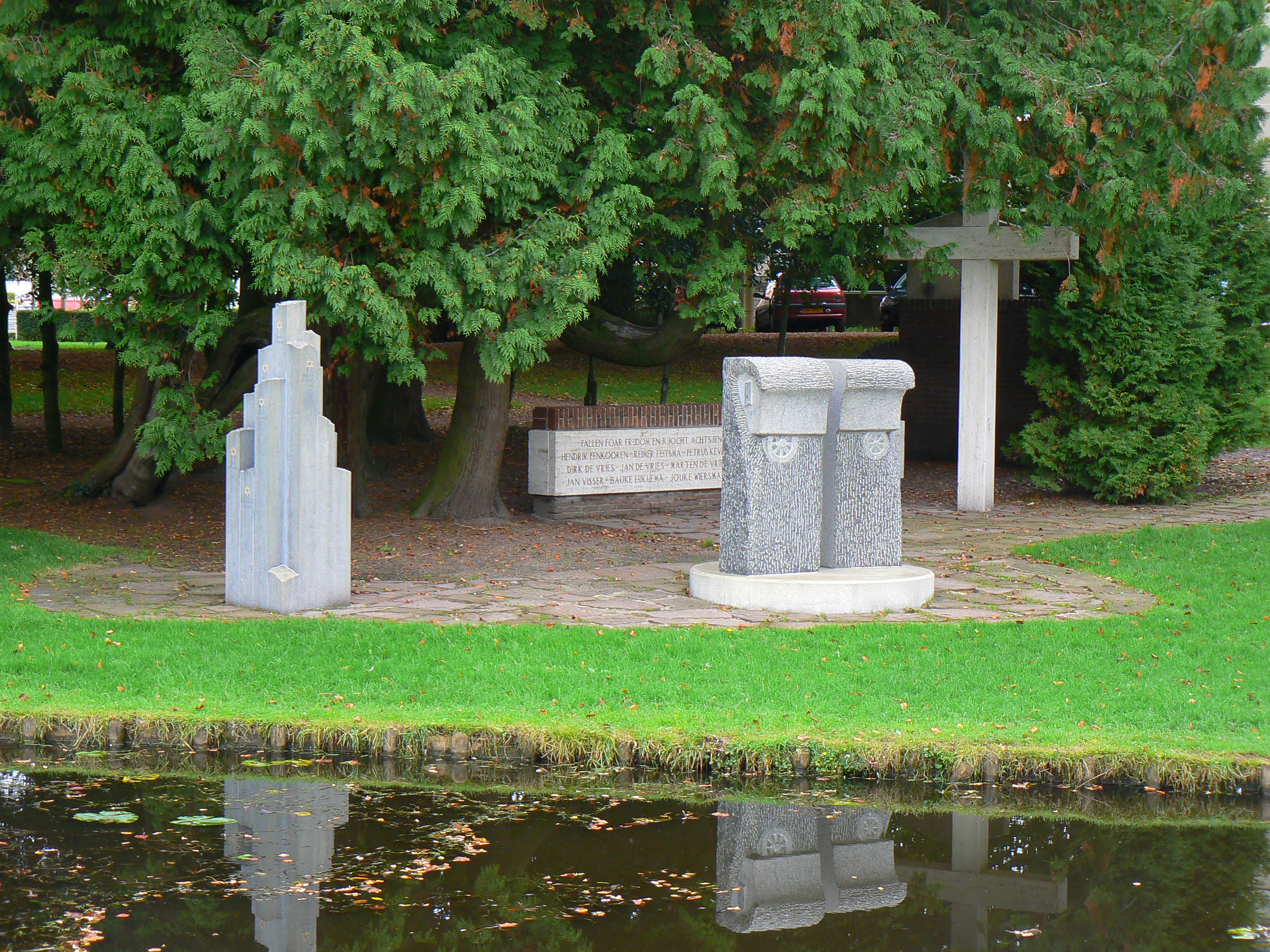
Oorlogsmonumenten in het park (2010)
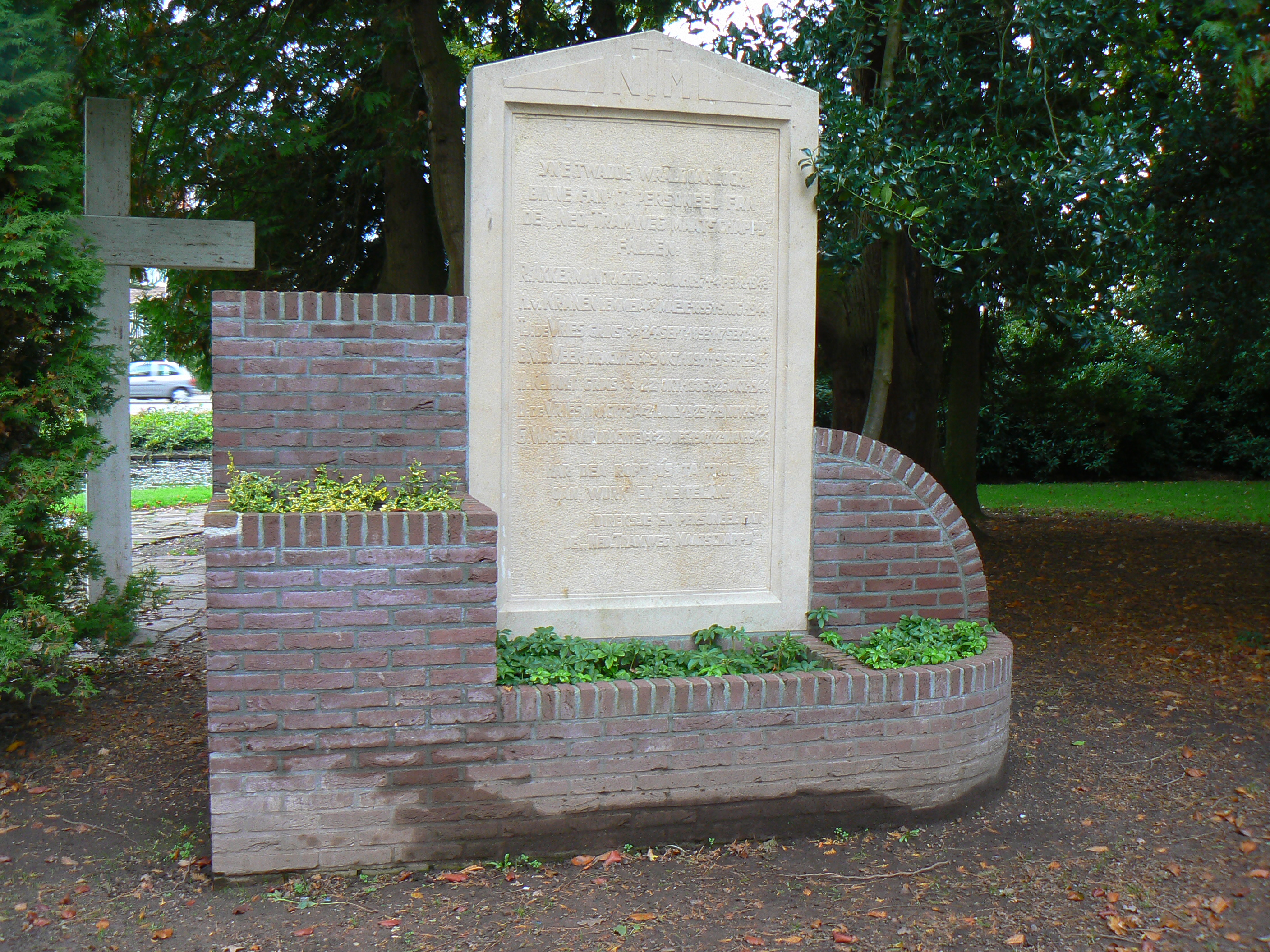
Het NTM-monument in het park (2010)
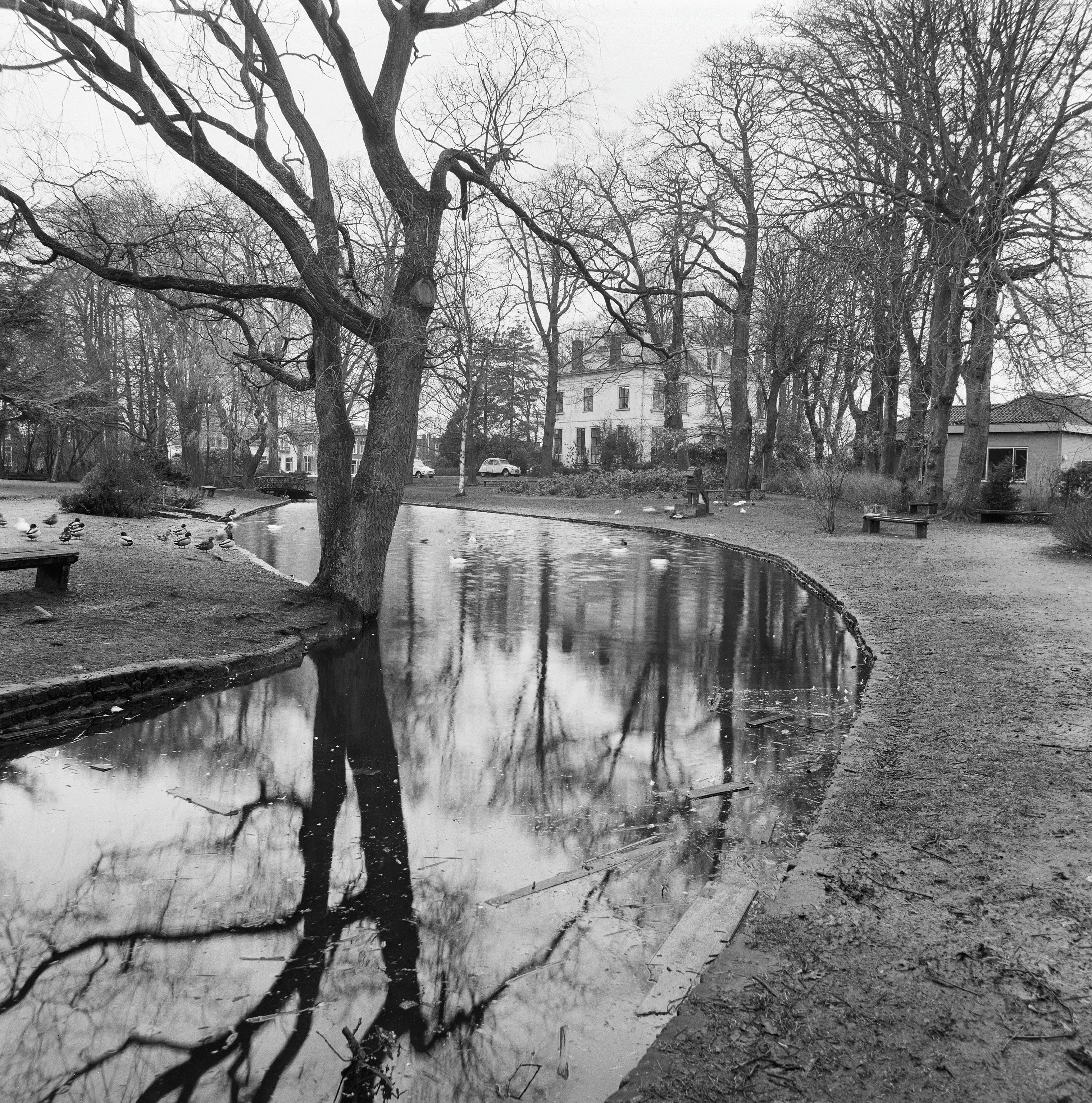
Het park in 1974

Reidingpark · 
Slingepark · 
Thalenpark · 
Van Haersmapark · 
Vrijheidspark

Parken in Friesland